# نيزك هوبا

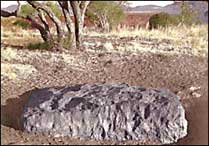
النيزك عندما كان نصفه تحت التراب

نيزك هوبا (بالإنجليزية: Hoba meteorite)‏ يقع في مزرعة هوبا الغربية في مدينة غروتفونتاين، مقاطعة أوتجوزوندجوبا في ناميبيا. يعتبر أكبر نيزك معروف (60 طن في قطعة واحدة)، وكذلك أكبر قطعة حديدية طبيعية على الأرض.

## وصف
نيزك هوبا هو قطعة حديدية في شكل مستطيل تقريبا، يبلغ طوله 2.7 متر ونفس العرض تقريبا وكذلك بارتفاع 0.9 متر. في 1920، قدر وزنه ب66 طن، التآكل والعينات العلمية وعمليات التخريب قللوا من وزنه بمرور الوقت، والان وزنه يبلغ حوالي 60 طن.

يتكون النيزك من 84% من الحديد و16% من النيكل ووجد عليه آثار كوبالت وكذلك طبقة من هيدروكسيد الحديد موجودة في عدة أماكن من سطحه.

يتم تصنيفه من نوع نيزك حديدي وفئته أتاكسيت وكيميائيا من مجموعة IVB.

## التاريخ

### السقوط
يقدر أن سقوط النيزك كان قبل 000 80 سنة. ويرجح أن الغلاف الأرضي قد خفف من سرعة النيزك مما جعله لا يكون فوهة صدمية على الأرض. العلماء بإمكانهم تحديد ما إذا كان هناك بحر في مكان السقوط. من الممكن أن شكل النيزك، مسطح من كلا الجهتين، خولا له أن يرتدد فوق المياه مثل لعبة الحجارة النطاطة فوق الماء.

### الإكتشاف
لم يترك النيزك أي فوهة، واكتشافه كان محض صدفة، حيث أن مالك الأرض في غرب غروتفونتاين في جنوب غرب أفريقيا، لاحظ الحجر عند التجوال بين أراضيه، حيث سمع صوت حديد عند مرور المحراث فوق الحجر. تم الحفر حول النيزك فيما بعد، وتم وصفه من قبل الفيزيائي جاكوبوس هرمانوس بريتس. كتب تقريره في 1920 وهو موجود في متحف غروتفونتاين.

### تاريخ حديث
للحد من عمليات التخريب، أعلنت حكومة جنوب غرب أفريقيا أن النيزك هو إرث وطني في 15 مارس 1955، بعد موافقة «أو شيل» (O. Scheel)، مالك المزرعة في هذا الوقت.

في 1985، أعطت شركة التنقيب عن اليرانيوم «اليوسنروسينغ أورانيوم أل تي دي» (J. Engelbrecht)، أعطت للحكومة الناميبية الوسائل اللازمة لحماية النيزك من عمليات التخريب. وفي عام 1987 قام «، جو إنجلبرخت» مالك الأرض، قام بإعطاء الأرض والنيزك كهبة لناميبيا. أصبح الموقع موقعا سياحيا وتم افتتاحه في تلك السنة.

## اقرأ أيضا
- حجر نيزكي
- نيزك حديدي
- نيزك بيرنغ